# ایگون زندر
ایگون زندر (انگلیسی: Egon Zehnder) شرکت خدمات حرفه‌ای سوئیسی است، که در سال ۱۹۶۴ تأسیس شد.
شرکت بین‌المللی اگون زندر یک شرکت مشاوره مدیریت و جستجوی مدیران اجرایی جهانی است. اگون زندر بزرگ‌ترین شرکت خصوصی جستجوی مدیران اجرایی در جهان و سومین شرکت بزرگ استراتژی جستجوی مدیران اجرایی و استعدادیابی در سطح جهان با درآمد سالانه ۸۰۴ میلیون فرانک سوئیس است.